# Death metal melódico
Death metal melódico (do inglês: melodic death metal, também referido como melodeath) é um subgênero do death metal que emprega riffs de guitarra altamente melódicos e harmônicos, muitas vezes pegando emprestado do heavy metal tradicional (incluindo a New Wave of British Heavy Metal).
O gênero apresenta o peso do death metal, mas com riffs de guitarra e solos altamente melódicos ou harmonizados, e frequentemente apresenta vocais agudos e estridentes (diferentes do death metal tradicional) ao lado dos guturais graves comumente apresentados no death metal tradicional. Pioneiro pela banda inglesa de heavy metal Carcass com seu álbum de 1993 Heartwork, o death metal melódico se desenvolveu ainda mais na Suécia (desenvolvido por bandas como At the Gates, Dark Tranquillity e In Flames) em meados da década de 1990. A cena death metal sueca fez muito para popularizar o estilo, logo se centrando na cena chamada "gothenburg metal" (metal de Gotemburgo). Slaughter of the Soul, do At the Gates, The Gallery, do Dark Tranquillity , e The Jester Race, do In Flames, todos lançados em meados da década de 1990, foram álbuns altamente influentes no death metal melódico, sendo At the Gates e In Flames as duas influências mais comuns nas bandas de heavy metal e metalcore norte-americanas dos anos 2000. Muitas bandas de heavy metal americanas imitaram o som do At the Gates, resultando no uso da frase "At the Gates worship" ("adoração ao At the Gates").
No final da década de 1990 e início dos anos 2000, surgiram muitas bandas de death metal melódico, incluindo Children of Bodom, Arch Enemy, Amon Amarth, The Black Dahlia Murder, Insomnium e Soilwork. Na década de 2000, o death metal melódico alcançou popularidade entre os fãs de heavy metal, começando com o lançamento do álbum Reroute to Remain, do In Flames, em 2002, que mostrou uma mudança para um som mais eclético, mantendo o som death metal melódico da banda. Muitas outras bandas de death metal melódico rapidamente alcançaram sucesso nas paradas.
O death metal melódico teve alguma influência na sonoridade do metalcore. Em meados dos anos 2000, o metalcore melódico, um subgênero que combina metalcore com death metal melódico, alcançou popularidade com o sucesso nas paradas e nas vendas de bandas como Killswitch Engage, All That Remains e As I Lay Dying. Bandas de deathcore da mesma época, como Bring Me the Horizon e Through the Eyes of the Dead, também foram influenciadas pelo death metal melódico, sendo que a primeira alcançou grande popularidade.